# Beta Leporis
Désignations
Beta Leporis (β Lep / β Leporis, Bêta Leporis), également nommée Nihal, est une étoile binaire de la constellation du Lièvre. Sa magnitude apparente est de +2,84. D'après la mesure de sa parallaxe annuelle par le satellite Hipparcos, le système est situé à environ 160 années-lumière de la Terre. Il se rapproche du Système solaire à une vitesse radiale de −14 km/s.

## Propriétés
L'étoile primaire, désignée Beta Leporis A, est une géante lumineuse ou une géante jaune de type spectral G5 II-IIIa:. Elle est 3,5 fois plus massive que le Soleil et elle est âgée de 240 millions d'années. L'étoile est environ 187 fois plus lumineuse que le Soleil et sa température de surface est de 5 277 K.
Son compagnon, Beta Leporis B, est une étoile de magnitude 7,5 localisée à une distance angulaire de 2,5 secondes d'arc.

## Noms
β Leporis, latinisé Beta Leporis, est la désignation de Bayer de l'étoile. Elle porte également la désignation de Flamsteed de 9 Leporis.
Le nom propre de l'étoile, Nihal a été approuvé par l'Union astronomique internationale le 20 juillet 2016. Il s'agit d'un nom traditionnel d'origine arabe, issu du terme al-Nihāl et signifiant « les [Bêtes] (= les Autruches) qui ont étanché leur soif ».